# 太田和利
太田 和利（おおた かずとし、1982年1月30日 - ）は、大阪府堺市南区出身の元プロバスケットボール選手である。ポジションはスモールフォワード。191 cm、85 kg。

## 来歴
堺市立若松台中学校から東住吉工業高に進学。3年連続でインターハイとウインターカップに出場する。1年先輩に齋藤豊がいる。卒業後は近大、大阪ディノニクスに進み、いずれのチームでも国体優勝に貢献する。この間、大手自動車メーカーの内定を蹴り、スポーツジムに勤務しながらバスケを続けている。
2005年、bjリーグの大阪エヴェッサにドラフト4巡目（全体16位）指名を受け入団。2006年、富山グラウジーズに移籍。2009年オフ、浜松・東三河フェニックスへ金銭トレード。

## 経歴
- 若松台中学校 - 東住吉工業高 - 近畿大学 - 大阪ディノニクス - 大阪エヴェッサ（2005年〜2006年） - 富山グラウジーズ（2006年〜2009年） - 浜松・東三河フェニックス（2009年〜）